# Marientodrelief (Straßburg)
Das Marientodrelief schmückt das rundbogige Tympanon über dem Sturz des Südquerportals des Straßburger Münsters. Es zeigt die verstorbene Gottesmutter im Kreis der Apostel, deren Seele von Jesus Christus in Form einer kleinen mädchenhaften Figur entgegengenommen wird. Der Schöpfer des Hochreliefs, das vermutlich nach 1225 entstand, ist namentlich unbekannt.

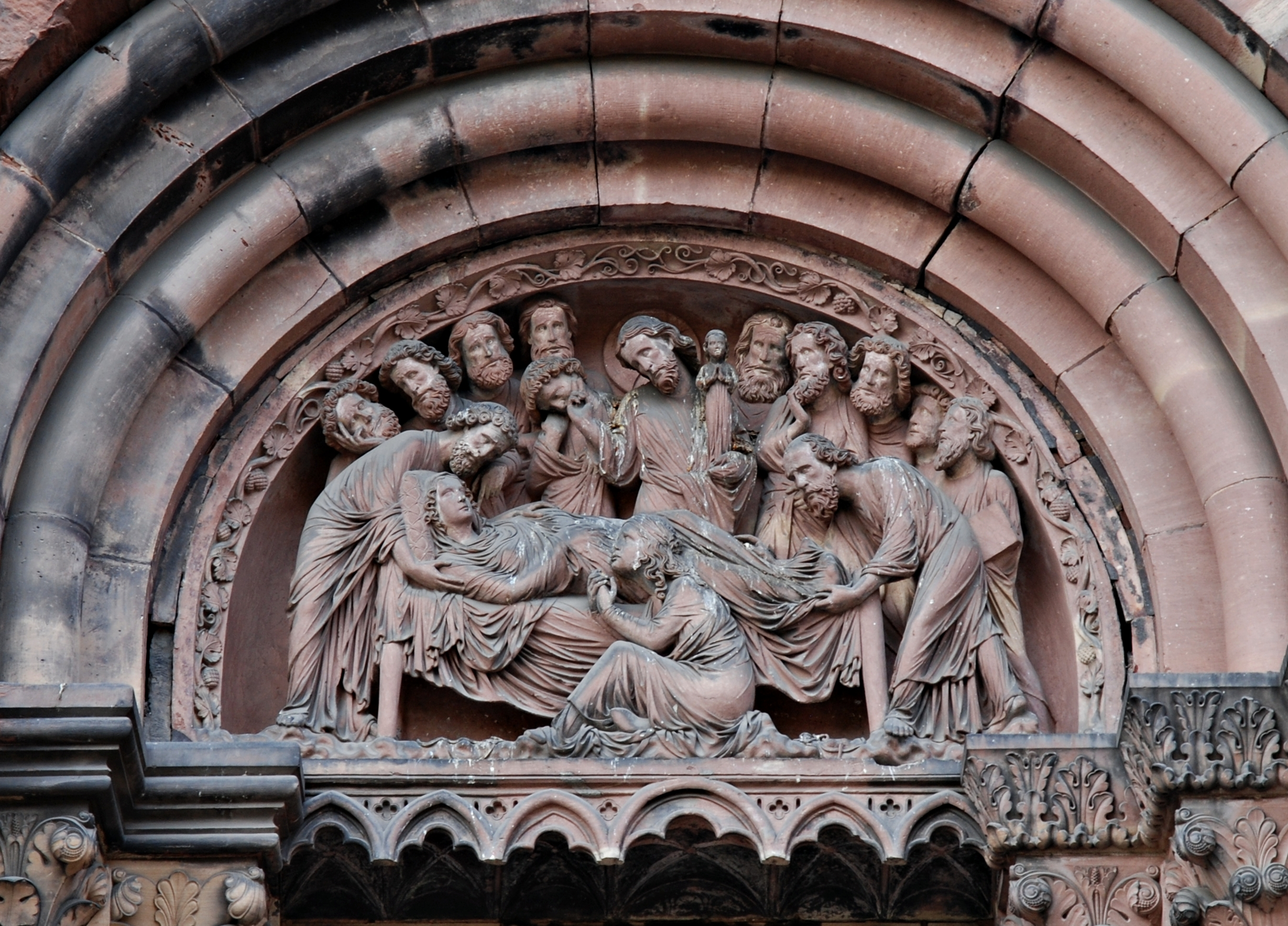
Der Marientod am Straßburger Münster

## Hintergrund: Die Legende über das Sterben Marias
In der Bibel findet man keinerlei Informationen über den Heimgang der Maria, erst in später entstandenen Legenden wurde die Frage nach Marias Tod zu einem immer wichtigeren Thema. Im 5. Jahrhundert entstand die erste Abhandlung über Marias Tod, De transitu beatae Mariae virginis, deren Verfasser unbekannt ist. Der Transitus-Legende zufolge erschien Maria ein Engel mit Palmzweig, der ihr mitteilte, dass sie innerhalb der nächsten drei Tage sterben müsse. Ihr Wunsch war es, im Kreise der Apostel zu sterben. Diese wurden über Wolken zum Sterbeort Marias getragen. Die Apostel begleiteten Marias Weg in den Tod, indem sie die ganze Nacht über psalmodierten und Hymnen sangen. In der Todesstunde erschien Christus in Begleitung einiger Engel, der die Seele der Verstorbenen in den Arm nahm und in den Himmel brachte. 
Die im Hoch- und Spätmittelalter viel rezipierte Geschichte wurde zum Glaubensgut der Kirche und beeinflusste die Einstellung der damaligen Menschen gegenüber dem Tod stark: Ein neues Bewusstsein über die Endlichkeit des Lebens und der Gemeinschaftsaspekt beim Sterben erlangte im Mittelalter an Bedeutung. Der Tod Marias galt als beispielhaft und wurde zum Inbegriff christlichen, d. h. guten Sterbens. Wer sich an dem sündlosen Leben Marias orientierte, der musste keinen qualvollen Tod fürchten. Vor allem, um an die vorbildlichen Verhaltensweisen zu erinnern, wurde der Marientod im Laufe des Mittelalters immer häufiger auch zum Gegenstand bildlicher Darstellungen.

## Das Relief

### Platzierung am Südquerhausportal

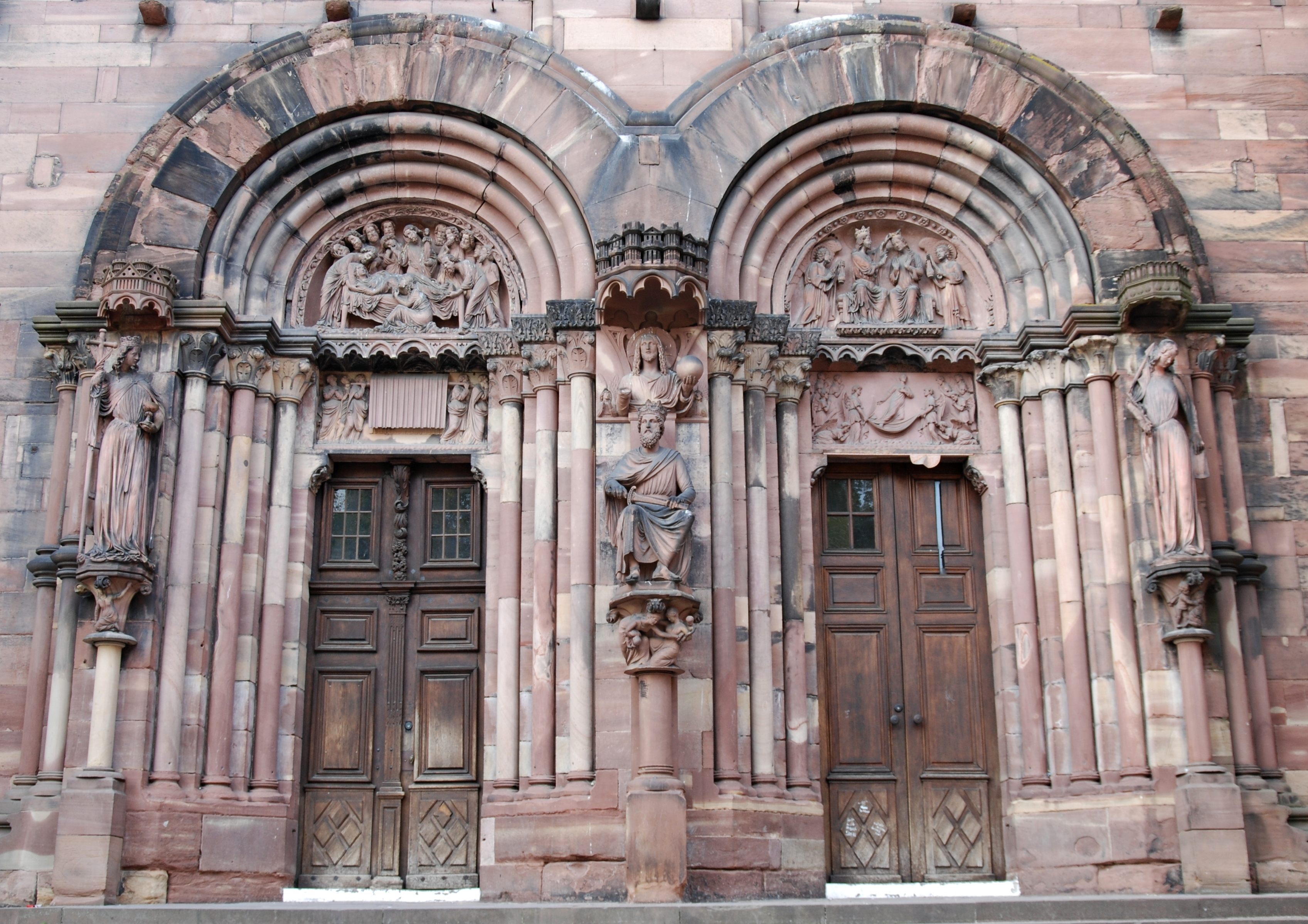
Doppelportal der Südfassade

Das Marientodrelief befindet sich an der Südfassade des Straßburger Münsters. Das Skulpturenprogramm dieser Fassade vereint Marien- und Gerichtsthematik. Der mariologische Zyklus befindet sich in den skulptierten Türstürzen und Tympana über dem Doppelportal. 
Er beginnt mit dem Tod der Maria im linken Tympanon, wird in den Türstürzen darunter mit dem Begräbnis links und der leiblichen Himmelfahrt rechts weitergeführt und endet im rechten Tympanon mit der Krönung Marias. 
Zwischen den Türen thront der König Salomo als Sinnbild für den gerechten Herrscher, über ihm ist Christus als Heiland in Form einer Halbfigur und seitlich das berühmte Paar Ecclesia und Synagoge zu sehen.
Während die Gerichtsthematik im Innern des Querhauses weitergeführt wird (Gerichtspfeiler), wurde der Marienzyklus am Nordportal durch einen anderen Meister fortgesetzt.

### Werkbeschreibung
Das Halbbogenrelief ist 2,08 m breit, 1,35 m hoch und besitzt eine Tiefe von 30 cm.
Im Vordergrund der Darstellung ist der Leichnam Marias auf einem Bett zu sehen, vor dem eine Frau kniet und ihre Hand hält. Im Hintergrund stehen um das Bett herum die zwölf Apostel. Maria ist in dünne Tücher gehüllt, unter denen sich Details wie ihre ineinandergelegten Hände und ihre Zehen abzeichnen. Sie liegt leicht verdreht auf dem Bett, ihre Mimik ist ruhig, die Augen hält sie geschlossen. Ihr Kopf wird durch ein Tuch bedeckt, unter dem einige gelockte Haarsträhnen herausgucken. Die Frau vor dem Totenbett hat das linke Bein angewinkelt aufgestellt und das rechte darunter geschoben; außerdem trägt sie ein Kopftuch. Ihre zusammengelegten Hände hebt sie zu Maria empor und blickt diese sorgevoll und ehrfürchtig an. Zwei der Apostel, die als Petrus und Paulus zu identifizieren sind, stehen an den Schmalseiten des Bettes und beugen sich über die verstorbene Gottesmutter. Während Petrus das Kopfkissen Marias stützt und seine Arme um ihre Schultern gelegt hat, hält Paulus zärtlich ihr Bein und eine Gewandfalte. Sie blicken besorgt und voller Trauer auf den Leichnam. Beide tragen kein Schuhwerk und sind genau wie die anderen Männer in stoffreiche Gewänder gehüllt, die leicht Falten werfen und trotzdem Körperformen sichtbar machen. 
Die Männerschar der Apostel ist fächerförmig aufgereiht und der Rundung des Tympanons angepasst. Mit Ausnahme von Johannes, dem einzigen bartlosen Apostel, gleichen sich alle anderen mit ihren lockigen Haaren und Bärten. Sie zeichnen sich allesamt durch einen ernsten und expressiven Gesichtsausdruck aus. Lediglich in Mimik und Körperhaltung unterscheiden sie sich ein wenig, ansonsten wirken sie wie eine gleichförmige Gruppe. In der Mitte der Männerschar steht Christus, der durch seinen Heiligenschein zu erkennen ist. Er ist der verstorbenen Gottesmutter zugewandt und schaut sie mit geneigtem Kopf an. Seine rechte Hand ist erhoben und mit der linken hält er die Figur eines kleinen Mädchens, das die Hände zum Gebet gefaltet hat. Trotz einer gerunzelten Stirn sind seinem Gesichtsausdruck Sanftheit und Ruhe zu entnehmen. Die Szene wird von der Rundung des Tympanon eingeschlossen: Von links und rechts wachsen aus dem Boden Weinblattranken mit Trauben, die sich um den Bogen schlängeln und sich am Scheitel treffen.

## Entstehungs- und Restaurierungsgeschichte
Die Baugeschichte des Straßburger Münsters zog sich vom späten 12. bis in das hohe 15. Jahrhundert. Aufgrund der langen Bauzeit sind die verschiedensten Stile am Münster auffindbar, weshalb es auch als ein „Spiegel des Formenwandels und Geisteswandels von vier Jahrhunderten“ bezeichnet wird. Die Errichtung des Südquerhauses war spätestens um 1200 abgeschlossen. Das Bildprogramm wurde jedoch nicht gleichzeitig mit der Architektur, sondern nachträglich hinzugefügt. Es wurde vermutlich nach 1225 von dem ersten gotischen Baumeister, der nach Straßburg kam, entworfen. Es steht – wie die Entstehung und Ausbreitung der gotischen Plastik im Allgemeinen – im Kontext des aufkommenden Marienkults. Während im abendländischen Mittelalter vor dem 12. Jahrhundert hauptsächlich zentrale Darstellungen von der thronenden Gottesmutter üblich waren, gewannen im 13. Jahrhundert die szenisch-erzählenden Darstellungen, für die der Straßburger Marientod ein Beispiel ist, an Bedeutung.
Einst war das doppeltürige Portal mit einer Fülle von Skulpturen versehen, doch wurde im Zuge der Französischen Revolution der Großteil davon zerstört. Einzig durch den Einsatz des Straßburger Naturforschers und Universitätsprofessors Jean Hermanns, der die Skulpturen von Ekklesia und Synagoge im botanischen Garten und die Reliefs der Südfassade hinter Tafeln mit den Worten „Liberté, Égalité und Fraternité“ versteckte, konnten zumindest diese Bildwerke vor der Zerstörung bewahrt werden. Die vernichteten Darstellungen, z. B. von der Grabtragung und der Aufnahme in den Himmel, wurden im 19. Jahrhundert durch leicht abgeänderte Nachbildungen ersetzt. 
Den ursprünglichen Zustand des Portals gibt ein Stich von Isaak Brunn wieder (1617), der außerdem zwölf auf Säulen neben den Türen stehende Apostel zeigt, von denen jedoch nur einige Überreste erhalten geblieben sind.
In den Jahren 1811 bis 1828 wurde das Portal ausgebessert und die Apostel durch einfache Säulenschäfte ersetzt. Weiterhin fanden umfangreichere Restaurierungen von Teilen der Südfassade 1905/1907 und 1932/1933 und kleinere Restaurierungsarbeiten 1946/1947 statt. Für 2013/2014 sind die nächsten Ausbesserungen der südlichen Querhausfassade geplant. 
Insgesamt haben sich die beiden Bogenfelder der Tympana jedoch bis heute sehr gut erhalten, da sie jeweils aus nur einem Block gearbeitet wurden. Zwei Weihrauchfässer unter dem Totenbett der Maria sind die einzigen kleinen Details, die heute nicht mehr vorhanden sind. Ansonsten sind nur wenige Abnutzungen, u. a. an Säumen, Nasen, Fingern und Blättern, zu erkennen. Die restauratorische Untersuchung der Farbüberreste der Bildwerke am Südquerhaus ist zwar unvollständig. Trotzdem gibt es kleinere Abhandlungen, z. B. vom Maler Gaston Save aus dem Jahr 1877, der von einer rosafarbenen Färbung von Hautpartien schrieb, auf nähere Beschreibungen allerdings verzichtete.

## Kunstgeschichtliche Einordnung

### Stil und Komposition
Die Komposition des Marientods ist symmetrisch angeordnet, mit der verstorbenen Maria auf dem Totenbett in der Mitte und einem Engel mit Weihrauchgefäß auf jeder Seite. Sie wird durch eine horizontale und eine vertikale Achse klar gegliedert: Waagerecht liegt die Gottesmutter auf dem Bett, hinter ihr steht senkrecht Christus. Die Apostel sind rechts und links fächerartig um Christus angeordnet. Obwohl zahlreiche Personen und viel Bewegung das Bild prägen, ist es aufgrund der klaren Anordnung leicht überschaubar. Durchkreuzt werden die strengen Linien allein durch die zwei Männer, die sich in diagonal ausgerichteter Haltung links und rechts über das Bett beugen und dadurch die Geradlinigkeit unterbrechen.
Die vor Marias Bett kniende Frau ist eine freie Schöpfung des Meisters. Ihre Identifikation wird bis heute viel diskutiert, man geht im Allgemeinen aber davon aus, dass es sich um Maria Magdalena handelt, da diese aufgrund ihrer engen Beziehung zu Christus oftmals als die Apostolin unter den Aposteln gesehen wird und ihre große Verehrung gegenüber Maria die außerordentliche Anteilnahme erklären würde. Man spricht ihr zudem eine Vorbildfunktion zu, da sie durch das Zeigen von Reue die menschliche Sündhaftigkeit überwunden hat und deshalb heiliggesprochen wurde. Bedenkt man, dass die mittelalterliche Funktion des Südportals darin bestand, dass dort öffentlich Gericht gehalten wurde, so konnten Angeklagte durch die Darstellung Maria Magdalenas Hoffnung schöpfen. Auch dieser Figur kommen bestimmte formale Aufgaben zu: Zum einen soll sie den Blick auf das Geschehen lenken, zum anderen bildet sie eine vordere Bildebene, wodurch Maria in eine zweite und die Apostel und Christus sogar in eine dritte Schicht zurücktreten. 
So gelingt es dem Künstler, einen vielschichtigen Raum erzeugen. Damit geschieht am Marientod des Straßburger Münsters ein wichtiger Schritt in der Entwicklung der Reliefplastik, der dahin geht, immer mehr Tiefenwirkung zu erzeugen, um sich letztlich vollkommen von der Architektur zu emanzipieren (wie es in der Spätgotik der Fall wird). Auch das neuaufkommende Streben der gotischen Bildhauer nach einer stilistischen Einheit wird im Marientod realisiert, z. B. durch die Falten in den Gewändern, die von Person zu Person weitergeführt werden und dadurch einen einheitlichen Bewegungsfluss bilden, der das gesamte Bild durchzieht. Der Straßburger Marientod zeigt also einen fortgeschrittenen Reliefstil, wobei die Komposition noch immer an die Architektur gebunden ist. So spiegelt sich beispielsweise die Waagerechte des Türsturzes in dem Bett Marias wider und Köpfe der Apostel fügen sich der Bogenrundung an. Kritisiert wird an dieser Stelle oftmals, dass die Köpfe durch den absinkenden Rahmen des Bogenlaufes unnatürlich herabgedrückt werden.
Viele weitere Mängel, z. B. ein falsches Tiefenverhältnis, unnatürliche Proportionen oder die seltsam schräge Haltung der Maria, können unbeachtet bleiben, wenn man bedenkt, dass das Hochrelief untersichtig angelegt ist. Betrachtet man das Werk also aus einer Untersicht vor dem Portal stehend, gewinnt es an Dynamik und Ausdruck und auch der Leichnam Marias wirkt dann ruhiger.

### Einflüsse und Vergleiche
Im Laufe der Erforschung des Südquerhauses haben die unterschiedlichsten Kunsthistoriker Vermutungen darüber angestellt, wer der berühmte Baumeister der Skulpturen sein könnte und unter welchen Einflüssen er stand. Ein konkreter Name eines Baumeisters oder einer Werkstatt konnte bis heute nicht belegt werden. Einig ist man sich lediglich in der Annahme, dass sowohl Marientod als auch Marienkrönung von derselben Werkstatt ausgeführt wurden wie die Ekklesia und Synagoge, weshalb man auch vom „Ekklesiameister“ spricht.
In der kontroversen Diskussion über die stilistische Herkunft dieser Skulpturen werden hauptsächlich französisch-burgundische Werke genannt. So wird oftmals auf die stilistischen Beziehungen zur Kathedrale von Chartres hingewiesen, die sich ganz besonders zwischen den Chartreser Glasfenstern und den Straßburger Bildwerken festmachen lassen. Karl Franck-Oberaspach vermutet sogar die Herkunft des „Ekklesiameisters“ in Chartres. Auch Verbindungen zu Reims, Seins oder Besançon stehen zur Diskussion. Die Tatsache, dass zudem vermehrt byzantinische und maasländische Einflüsse sowie antike Züge (z. B. am Faltenstil erkennbar) festgestellt wurden, manchmal aber auch auf die vollkommene Eigenständigkeit der Bildwerke verwiesen oder über zwei verschiedene Baumeister nachgedacht wird, macht die Schwierigkeit der stilistischen Einordnung der Werke deutlich, die bis heute nicht endgültig geklärt ist.
Vergleicht man den Straßburger Marientod mit anderen mariologischen Zyklen, die etwa seit den 1170er Jahren an Kathedralportalen zu finden sind (z. B. in Senlis um 1170 oder in Mantes um 1180), so wird deutlich, dass sich die Besonderheiten des Reliefs am Straßburger Münster hauptsächlich in drei Aspekten zeigen: Zum einen in der Platzierung des Marientods an der Fassade, zum anderen in dem Moment, der gezeigt wird, und in der charakteristischen Expressivität der Darstellung.

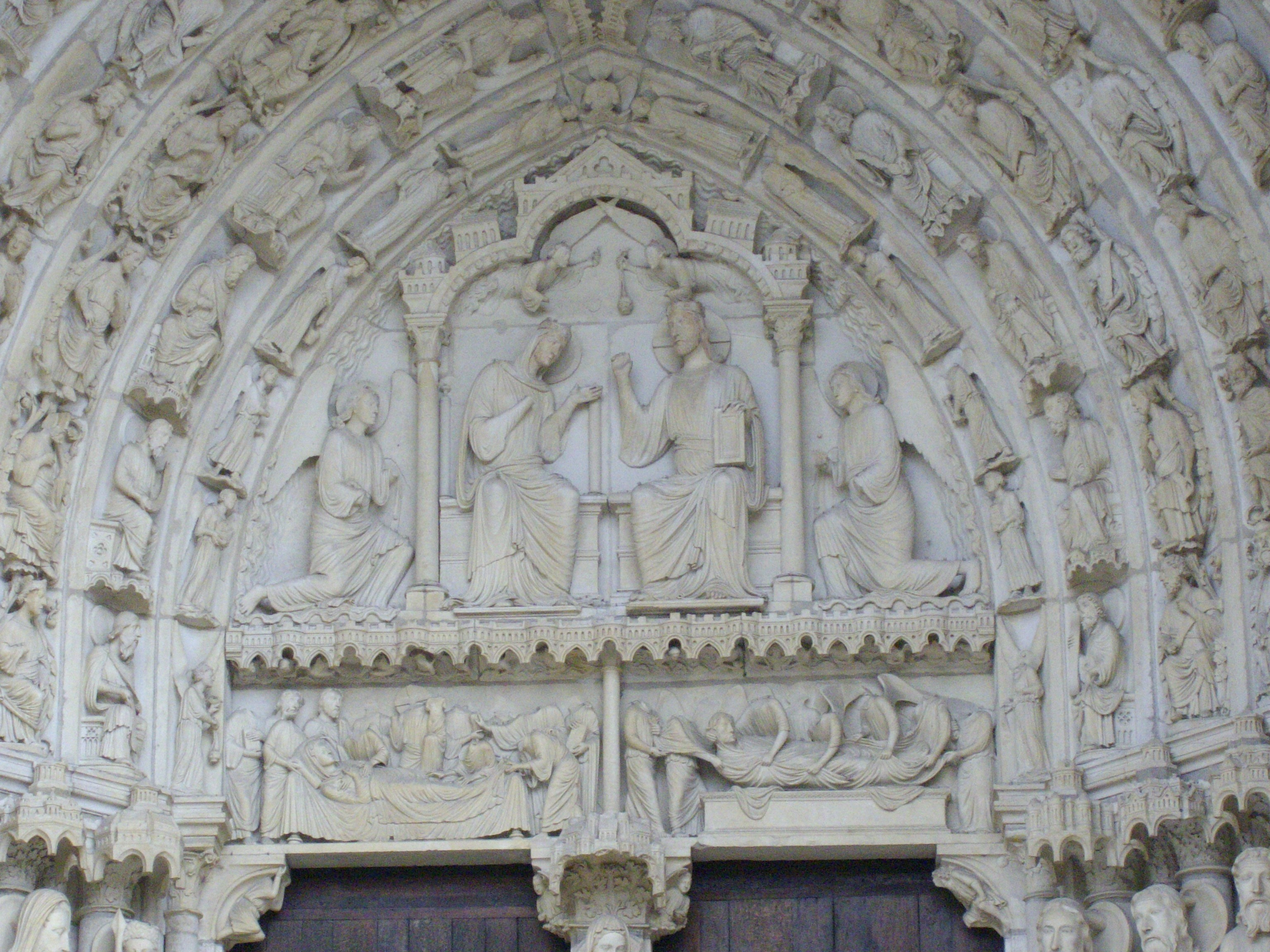
Maria-Triumph-Portal am Nordportal der Kathedrale von Chartres

 Den Marientod in Form einer Großplastik im Tympanon findet man am Straßburger Münster zum ersten Mal. Durch die Platzierung wird der Szene die gleiche Bedeutung zugesprochen wie der Marienkrönung. Alle vergleichbaren Darstellungen sind kleiner, von rechteckigem Format und nehmen meist einen untergeordneten Platz im Türsturz ein, wie es z. B. am Maria-Triumph-Portal in Chartres der Fall ist. Dieses entstand 1204/1205 und zeigt im Tympanon Christus und die gekrönte Maria im Großformat, während unter einer gotischen Arkade der Tod und die Himmelfahrt Marias auf dem zweigeteilten Türsturz dargestellt werden. Im Gegensatz zu den Darstellungen in Straßburg oder auch Senlis hat der Chartreser Marientod außerdem weniger Tiefenwirkung und ist noch stärker an die Architektur gebunden.
Eine weitere Innovation ist der im Straßburger Relief dargestellte Moment des behutsamen Annäherns an die Gottesmutter durch Paulus und Petrus. Die Darstellung des Marientods des Ingeborg-Psalters beispielsweise weist zwar viele Parallelen auf. Jedoch wird Maria in dieser Darstellung von den zwei Aposteln bereits hochgehoben und zu Grabe getragen.
Die außergewöhnliche Ausdrucksstärke, z. B. in der Mimik der Apostel, und die Lebendigkeit, die das gesamte Bildwerk durchziehen, gelten als einzigartig für den Straßburger Marientod. Ähnlich lebhafte und leidenschaftliche Darstellungen findet man nur noch in der zerstörten Kirche St. Madeleine in Besançon oder an der Kirche Notre-Dame in Beaune. Von ersterer wird sogar vermutet, dass die Skulpturen vom gleichen Baumeister geschaffen wurden.

### Bedeutung
Lange Zeit wurde der Marienzyklus allein mit der steigenden Marienverehrung in Verbindung gebracht. Die Idee eines inhaltlichen Zusammenhangs des gesamten Bildprogramms kam erst später auf, als man die Bildwerke und die Glasfenster mit der Hohelied-Exegese im 12. und 13. Jahrhundert in Verbindung brachte. Zu dieser Zeit traten verstärkt mariologisch ausgelegte Hohelieder auf. König Salomo ist zentral positioniert, da das Hohelied oftmals mit ihm in Verbindung gebracht wird. (Man vermutet in ihm einen der Protagonisten oder sogar den Verfasser der Liebeslieder aus dem Alten Testament). Es wird die Hochzeit (das Jüngste Gericht) des Bräutigams Christus mit Maria, seiner Braut, besungen. Maria stellt dabei die personifizierte Glaubensgemeinde dar. Mit der Hochzeit werden so Gott und die Menschheit vereint und Maria somit eine Vermittlerrolle zugesprochen.
Der im Hohelied ausgeprägte Versöhnungsgedanke kommt durch die zwei Figuren Ecclesia und Synagoga zum Ausdruck, denn Maria ist eine Personifikation der gesamten Kirche, d. h. der jüdische und der christliche Glaube werden hier zusammengeführt und als gleichberechtigt angesehen. Für diese Interpretation des Bildprogrammes spricht auch die ausdrucksstarke und zum Teil sehr emotionale Gestaltungsweise der Skulpturen. Insbesondere in dem Marientodrelief wird deutlich, dass die empfindsame Ausdrucksweise, die zärtlichen Worte des Hoheliedes auf die Art der Darstellung übertragen wurde, was z. B. in der emotionalen Anteilnahme der Apostel, dem zarten Annähern von Petrus und Paulus, dem feierlichen Auftreten Christi und dem sanften Gesichtsausdruck Marias zur Geltung kommt.
Obwohl es bisher wenig umfangreiche Literatur zum Marientodrelief am Straßburger Münster gibt, zählt es zu den bedeutendsten mittelalterlichen Portalskulpturen. Gründe dafür sind u. a. die Modernität, mit der der Südquerhausmeister vorgegangen ist (Berücksichtigung des Betrachterstandpunktes und selbstständige Themengestaltung, z. B. bei der Darstellung von Maria Magdalena), die qualitativ hochwertige formale Gestaltung und Detailgenauigkeit, die maßgebend für viele nachfolgende bildhauerische Arbeiten wurde, die Einzigartigkeit der in den Halbkreis gefügten Komposition und die Dramatik sowie der außerordentlich lebhafte Ausdruck der Szene.
Eugène Delacroix, der als Meister der Lebhaftigkeit und Leidenschaft gilt, besaß selbst einen Abguss des Marientodreliefs. Er nahm es sich zum Vorbild seiner eigenen Kunst, da es seiner Meinung nach nicht bloß leidenschaftlich, sondern zudem vollkommen geordnet, durchdacht und maßgehalten ist.